# Mircea Ivănescu
Mircea Ivănescu (n. 26 martie 1931, București – d. 21 iulie 2011, Sibiu, România) a fost un scriitor, poet, eseist și traducător român.

## Biografie
A absolvit în 1954 Facultatea de Filologie (secția franceză) a Universității din București. A fost, pe rând, redactor la Agerpres, la revista „Lumea”, la Editura pentru Literatură Universală și la revista „Transilvania” din Sibiu.

## Cariera literară
De la volumul de debut din 1968 și până la versurile recente, incluse în selecția „din periodice și inedite” a antologiei de autor Poesii vechi și nouă (1999), de-a lungul a peste trei decenii, poezia lui Mircea Ivănescu a rămas egală cu ea însăși, atât în ritmul producerii, cât și în calitatea ei estetică. Titlurile volumelor sale de poezii sunt banale, puțin spectaculoase. A scris poeme despre personajul Mopete, numele acestuia conține o anagramă a cuvintelor poet și poem.
A tradus romane ca Ulysses al lui James Joyce, la care se adaugă traduceri din William Faulkner, Robert Musil, Jostein Gaarder sau F. Scott Fitzgerald. A tradus și o serie de povestiri, jurnale și corespondență ale lui Franz Kafka.
A contribuit la recuperarea narativității în poezia autohtonă din a doua jumătate a anilor ’60 și din anii ’70. A tradus masiv din poezia americană (Ezra Pound, William Carlos Williams, Wallace Stevens, T. S. Eliot, Sylvia Plath etc.), cu care de altfel poeziile sale sunt înrudite.
Mircea Ivănescu inovează și marchează un pas important în evoluția poeziei românești, prin introducerea unei noi instanțe poetice: poetul hiperconștient de sine și de puterea sa de a interveni în text. El pune față în față, în timp real, trăirea realităților poetice și actul prin care sunt transcrise ca literatură.
Definitorii pentru poezia lui sunt profunda sa cunoaștere filosofică, percepția și conceperea timpului, perspectiva fenomenologică prin care desface evenimentul în componentele sale reductibile, precum și maniera în care reușește să îl atragă pe cititor într-un joc intelectual cu efuziuni sentimentale. Poezia lui este a gesturilor și intuițiilor primare, a mecanismelor prin care devine posibilă cunoașterea sinelui și a elementelor din jur.

## Volume de versuri
- Versuri (Editura pentru Literatură, 1968)
- Poesii (Cartea Românească, 1970)
- Poeme (Eminescu, 1970)
- Alte versuri (Eminescu, 1972)
- Alte poeme (Albatros, 1973)
- Poem (Cartea Românească, 1973)
- Amintiri, de Mircea Ivănescu, Florin Pucă și Leonid Dimov, Editura Cartea Românească, 1973.
- Alte poesii (Dacia, Cluj, 1976)
- Poesii nouă (Dacia, Cluj, 1982)
- Poeme nouă (Cartea Românească, București, 1983)
- Alte poeme nouă (Cartea Românească, București, 1986)
- Versuri vechi, nouă (Eminescu, 1988)
- Poeme vechi, nouă (Cartea Românească, 1989)
- Versuri (Eminescu, 1996)
- Poezii (Vitruviu, 1997)
- Poesii vechi și nouă , antologie (Minerva, 1999)
- Aceleași versuri (Dacia, Cluj, 2002)
- lines poems poetry , antologie (University of Plymouth Press, 2009)
- Poesii alese, Editura Știința, Chișinău, 2009[7]

## Premii
- 1982 -- Premiul Uniunii Scriitorilor din România pentru literatură;[8]
- 1999 -- Premiul național de poezie "Mihai Eminescu";[8]
- 1999 -- A fost propus pentru Premiul Nobel pentru literatură de către Asociația Scriitorilor Profesioniști din România, la solicitarea Comitetului Nobel al Academiei Suedeze.[8]

## Distincții
- Ordinul național „Steaua României” în grad de Ofițer (1 decembrie 2000) „pentru realizări artistice remarcabile și pentru promovarea culturii, de Ziua Națională a României”[9]